# Irina Wanka
Irina Wanka (Monaco di Baviera, 28 giugno 1961) è un'attrice e doppiatrice tedesca di origine austriaca.
Figlia d'arte (dell'attore austriaco Rolf Wanka), è attiva come attrice sin da bambina e, tra cinema e - soprattutto - televisione, ha partecipato ad una cinquantina di differenti produzioni.

## Biografia
Irina Warna nasce a Monaco di Baviera il 28 giugno 1961. A soli 8 anni, fa il suo debutto sul grande schermo, interpretando il ruolo di Lisa Keller nel film, diretto da Luchino Visconti, La caduta degli dei. Tra i suoi ruoli più noti, figurano, tra l'altro, quello di Tatjana Prinz nella serie televisiva Schlosshotel Orth (2004-2006) e quello della Sig.ra Zander nella soap opera Potere e passione (Geld.Macht.Liebe, 2009); è inoltre un volto noto al pubblico per essere apparsa come guest star in vari episodi della serie televisiva L'ispettore Derrick.
È la voce tedesca delle attrici Charlotte Gainsbourg e Sophie Marceau. Ha inoltre propria voce ad attrici quali Erika Alexander, Asia Argento, Justine Bateman, Monica Bellucci, Muriel Bénazéraf, Nicoletta Braschi, Neve Campbell, Barbara Crampton, Mary Crosby, Hope Davis, Emilia Fox, Melissa Gilbert, Jill Ireland, Valérie Kaprisky, Nicole Kidman, Sandrine Kiberlain, Virginie Ledoyen, Jennifer Lopez, Marlee Matlin, Carrie Mitchum, Uma Thurman, Liv Tyler, Traci Wolfe, Natalie Wood, ecc.

## Filmografia parziale

### Cinema
- La caduta degli dei, regia di Luchino Visconti (1969)
- Fellini Satyricon, regia di Federico Fellini (1969)
- Klimt, regia di Raúl Ruiz (2006)
- Un ami parfait (2006)
- Tre cuori (2014)
- Jacky au royaume des filles (2014)
- V8 - Die Rache des Nitros (2015)

### Televisione
- Der Kommissar - serie TV, 1 episodio (1974)
- Tatort - serie TV, 2 episodi (1975-1983) - ruoli vari
- Wallenstein - miniserie TV (1978)
- Mirko und Franca - film TV (1979)
- Lucie, postrach ulice - serie TV, 6 episodi (1980)
- Familie Merian - serie TV (1980)
- Der Sandmann - film TV (1983)
- Il commissario Köster/Il commissario Kress (Der Alte) - serie TV, 2 episodio (1983-1998) - ruoli vari
- Nessuno torna indietro - miniserie TV (1987)
- Wallenstein - serie TV (1987)
- L'ispettore Derrick - serie TV ep. 07x04, regia di Zbyněk Brynych (1980)
- Hotel Paradies - serie TV (1980)
- L'ispettore Derrick - serie TV ep. 08x11, regia di Theodor Grädler (1981)
- L'ispettore Derrick - serie TV ep. 09x05, regia di Zbyněk Brynych (1982)
- L'ispettore Derrick - serie TV ep. 12x01, regia di Jürgen Goslar (1985)
- L'ispettore Derrick - serie TV ep. 12x06, regia di Theodor Grädler (1985)
- L'ispettore Derrick - serie TV ep. 15x08, regia di Helmuth Ashley (1988)
- Soko 5113 - serie TV, 9 episodi (1989-2014)
- L'ispettore Derrick - serie TV ep. 18x03, regia di Theodor Grädler (1991)
- Insel der Träume - serie TV, 1 episodio (1991)
- Der Fotograf oder Das Auge Gottes - serie TV (1992)
- Donauprinzessin - serie TV, 2 episodi (1993)
- La nave dei sogni - serie TV, 1 episodiio (1993)
- Dr. Stefan Frank - Der Arzt, dem die Frauen vertrauen- serie TV, 1 episodiio (1995)
- Un dottore tra le nuvole - serie TV, 2 episodi (1995-1996)
- Les alsaciens - ou les deux Mathilde - miniserie TV (1996)
- L'ispettore Derrick - serie TV ep. 24x03, regia di Alfred Weidenmann (1997)
- Anwalt Abel - serie TV, 1 episodio (1999)
- Stefanie - serie TV, 1 episodio (2001)
- Vera Brühne - film TV (2001)
- Das Duo - serie TV, 1 episodio (2002)
- Schlosshotel Orth, serie TV, 29 episodi (2004-2006)
- Squadra Speciale Vienna - serie TV, 2 episodi (2005-2012) - ruoli vari
- Auf dem Nockherberg - serie TV, 1 episodio (2007)
- Ein Paradies für Pferde - film TV (2007)
- Un caso per due - serie TV, 1 episodio (2006)
- Potere e passione - serie TV, 17 episodi (2009)
- Die Liebe kommt mit dem Christkind - film TV (2010)
- Schnell ermittelt - serie TV, 1 episodio (2011)
- Il commissario Rex - serie TV, 1 episodio (2011)
- Das Glück dieser Erde - serie TV, 6 episodi (2011)
- Der Winzerkrieg - film TV (2011)
- Spiral - serie TV, 1 episodio (2012)

## Doppiaggi (lista parziale)
- Melissa Gilbert in Unsere kleine Farm[5]
- Sophie Marceau in La Boum - Die Fete[5][6]
- Sophie Marceau in La Boum 2 - Die Fete geht weiter[5][6]